# Vdova Rošlinka
Vdova Rošlinka je leta 1924 izdana komedija v treh dejanjih Cvetka Golarja. Ob prvi uprizoritvi, v Mariboru leta 1925, je doživela velik uspeh, zato so jo tudi večkrat uprizorili. 1. decembra 1940 (na državni praznik) so jo v Mariboru pripravili kot brezplačno gledališko predstavo za mestne reveže.

## O drami
Leta 1927 je bila uprizorjena v ZDA, 1932 pa v Zagrebu in v Pragi. Po letu 1945 je bila na rednem repertoarju vseh manjših slovenskih gledališč. Snov je povzel iz študentskega počitniškega dogodka v Loških hribih. Uporabil je motiv pozne ženske ljubezni. Liberalni tabor se je nad zgodbo navduševal, France Koblar pa jo je označil za neresno. Snovno bi se zgodba lahko končala že po dveh dejanjih, vendar pa Golar vplete še folklorne posebneže, romarja Balantača ter snubca Tomažina in Blažona.

## Zgodba
Vdova Marjana (Rošlinka) si želi za moža mladega kmečkega fanta Rožmanovega Janeza, ta pa ljubi njeno hčer Manico. Romar Balantač vdovi skuša pomagati z zaklinjanjem, v nekem trenutku ji celo reče, naj hlini bolezen. Janez zavrne Rošlinkino ponudbo, da bi skupaj odšla na božjo pot, in se doma raje zabava z Manico. V razpletu Janez zasnubi Manico in Rošlinka mora privoliti v hčerkino poroko.